# Family Affair (sång)
"Family Affair" är en låt av den amerikanska funkgruppen Sly and the Family Stone, utgiven på albumet There's a Riot Goin' On (1971) samt på singel den 6 november 1971. Singeln var det första nya material som hade släppts av gruppen sedan singeln "Thank You (Falettinme Be Mice Elf Agin)"/"Everybody Is a Star" två år tidigare. "Family Affair" förde gruppen till dess fjärde och sista förstaplats på den amerikanska singellistan. 
När tidskriften Rolling Stone 2004 publicerade listan The 500 Greatest Songs of All Time rankades "Family Affair" på plats 138.

## Bakgrund
Singeln släpptes hösten 1971, och skillnaden från gruppens tidigare hits var påfallande. "Family Affair" presenterade ett nytt Sly and the Family Stone, låten är en mörk inspelning baserad på Rhodes-pianot och med en trummaskin som håller rytmen. Texten reflekterar över för- och nackdelar med att leva i en familj. Sly Stone och hans syster Rosie Stone delade på solosången, och Sly framförde sin del av sången med en lätt funkig röst - istället för hans tidigare gospel-baserade skrik. 
"Family Affair" blev Sly and the Family Stones mest framgångsrika singel. Som bäst låg den tre veckor på den amerikanska singellistans förstaplats och fem veckor på förstaplasten på listan över de bäst säljande R&B-singlarna. Bandets efterlängtade femte album, There's a Riot Goin' On gick samtidigt direkt upp på albumlistans förstaplats. There's a Riot Goin' On presenterade en djup, mörk funk, i samma spår som "Family Affair". Albumet räknas som ett av de mest betydelsefulla albumen genom tiderna.

## Medverkande
- All sång av Sly Stone och Rosie Stone
- Bas och trum programmering av Sly Stone
- Rhodes av Billy Preston
- Gitarr av Bobby Womack